# Visió escotòpica

Espectre electromagnètic dels colors visibles per l'home.

La visió escotòpica o "nocturna" és el terme científic per a la visió humana de "foscor". Aquesta es produeix amb nivells molt baixos d'il·luminació, concretament quan és inferior a 0,034 lm/m².
A la retina de l'ull humà existeixen dos tipus de cèl·lules fotoreceptores, sensibles a la zona de l'espectre electromagnètic: els bastons i els cons. Tots dos tenen propietats diferents i operen sota condicions diferents. Hi ha només un tipus de bastons que operen sota condicions de baixa lluminositat i tres tipus de cons que només operen a l'alta intensitat de llum.
En cas que la il·luminació sigui escassa, hi intervenen sobretot els bastons i la visió és, per tant, acromàtica i de poca agudesa, ja que intervenen zones més amples de la retina i amb la pupil·la força oberta. Per això de nit no es distingeixen be els colors ni els detalls petits.
En aquest rang, l'ull humà utilitza els bastons de la retina per detectar la llum. Com que els bastons tenen una absorció màxima de 1.700 lumens/W a una longitud d'ona de 507 nm, la visió escotòpica és monocromàtica. El rang de sensibilitat dels bastons fa que l'ull sigui més sensible a la llum blava a la nit, mentre que la llum vermella es percebi gairebé exclusivament a través de la visió fotòpica.
Quan la luminància és superior a 3,4 cd/m², l'ull humà utilitza la visió fotòpica. Quan és entremig, l'ull utilitza una mescla de les dues, anomenada visió mesòpica. Arxivat 2017-10-19 a Wayback Machine.
Una altra característica de la visió escotòpica és que, com els bastons es troben a la perifèria de la retina (a uns 6 º de la fòvea), és una percepció visual perifèrica.